# Пенцьморґі
Пенцьморґі (пол. Pięćmorgi, нім. Fünfmorgen) — село в Польщі, у гміні Єжево Свецького повіту Куявсько-Поморського воєводства.
Населення — 111 осіб (2011).
У 1975-1998 роках село належало до Бидгощського воєводства.

## Демографія
Демографічна структура станом на 31 березня 2011 року:
|          | Загалом | Допрацездатний вік | Працездатний вік | Постпрацездатний вік |
| -------- | ------- | ------------------ | ---------------- | -------------------- |
| Чоловіки | 61      | 10                 | 44               | 7                    |
| Жінки    | 50      | 11                 | 26               | 13                   |
| Разом    | 111     | 21                 | 70               | 20                   |